# Parco nazionale di Cassamata Hill
Il parco nazionale di Cassamata Hill (in lingua inglese: Cassamata Hill National Park) è un'area naturale protetta situata nella parte settentrionale delle Filippine nella Regione Amministrativa Cordillera. Il parco venne istituito il 26 agosto 1974 con decreto No. 220, s. 1937 dell'allora presidente delle Filippine Ferdinand Marcos.
Il parco occupa una superficie di circa 56 ettari ed è uno dei quattro parchi nazionali della Regione Amministrativa Cordillera delle Filippine: si sviluppa sulla collina di Cassamata occupando il territorio delle municipalità di Bangued, capoluogo della Provincia di Abra.